# Litteraturåret 1986

## Händelser
- 2 april – Svenska Akademien firar 200-årsjubileum.[1]
- 1 december – I Sverige meddelar Postens generaldirektör Bertil Zachrisson att Astrid Lindgren-figurerna Emil i Lönneberga, Pippi Långstrump, Bullerbybanan, draken Katla, Nils Karlsson Pyssling, Rumpnissarna, Madicken, Lotta på bråkmakargatan och Mio, min Mio blir frimärken.[1]
- 4 december – I Sverige läser enligt rapporten Svenska folket och bibeln nära två tredjedelar av svenska folket Bibeln, och den typiske läsaren är enligt statistiken en äldre kvinna från det "kyrksamma Götalandsområdet".[1]
- okänt datum – Œuvres complètes I-XV av markis de Sade börjar ges ut i Paris under redaktion av Jean-Jacques Pauvert.
- okänt datum – Kedjorna Info och Boksam går ihop och bildar Bokia.

## Priser och utmärkelser
- Nobelpriset – Wole Soyinka, Nigeria[2]
- ABF:s litteratur- & konststipendium – Marit Paulsen
- Aftonbladets litteraturpris – Ernst Brunner
- Aniarapriset – Olof Lagercrantz
- Astrid Lindgren-priset – Margareta Strömstedt
- Bellmanpriset – Solveig von Schoultz
- BMF-plaketten – Göran Tunström för Tjuven
- BMF-Barnboksplaketten – Sven Nordqvist för Rävjakten
- Carl Emil Englund-priset – Bernt Erikson för Röda trådens död
- Dan Andersson-priset – Ingela Strandberg
- De Nios Stora Pris – Gunnar E. Sandgren
- De Nios översättarpris – Mårten Edlund
- Doblougska priset – Lars Ardelius och Carl-Henning Wijkmark, Sverige samt Finn Carling och Knut Hauge, Norge
- Elsa Thulins översättarpris – Jan Stolpe
- Frank Heller-priset – Klas Östergren
- Goncourtpriset – Michel Host för Valet de nuit
- Gun och Olof Engqvists stipendium – Stig Strömholm och Per Wästberg
- Harry Martinson-priset – Peter Nilson[1]
- Hedenvind-plaketten – Linnéa Fjällstedt
- Ivar Lo-priset – Ivar Lo-Johansson[1]
- Kellgrenpriset – Lars Gyllensten
- Letterstedtska priset för översättningar – Lars Erik Blomqvist för översättningen av Bulgakovs Snöstorm och andra berättelser
- Litteraturfrämjandets stora pris – Per Anders Fogelström[1]
- Litteraturfrämjandets stora romanpris – Sara Lidman[1]
- Lotten von Kræmers pris – Harry Järv
- Lundequistska bokhandelns litteraturpris – Willy Kyrklund
- Neustadtpriset: Max Frisch, Schweiz
- Nordiska rådets litteraturpris – Rói Patursson, Färöarna för diktsamlingen Som (Likasum)[1]
- Pilotpriset – Sven Delblanc[1]
- Prix Femina Étranger – Torgny Lindgren
- Schückska priset – Ingemar Algulin och Lars Lönnroth
- Signe Ekblad-Eldhs pris – Lars Gustafsson och Theodor Kallifatides
- Stiftelsen Selma Lagerlöfs litteraturpris – Astrid Lindgren[1]
- Stig Carlson-priset – Ulf Eriksson
- Svenska Akademiens stora pris – Georg Henrik von Wright
- Studieförbundet Vuxenskolans författarpris – Karl-Erik Bergman och Ulla Ekh
- Svenska Akademiens nordiska pris – Villy Sørensen, Danmark
- Svenska Akademiens tolkningspris – Solveiga Elsberga
- Svenska Akademiens översättarpris – Ulrika Wallenström
- Svenska Dagbladets litteraturpris – Christer Eriksson för Luften är full av S
- Sveriges Radios Lyrikpris – Rolf Aggestam
- Tegnérpriset – Britt G. Hallqvist
- Tidningen Vi:s litteraturpris – Heidi von Born
- Tollanderska priset – Gösta Ågren
- Östersunds-Postens litteraturpris – Sven O. Bergkvist
- Övralidspriset – Ulf Linde

## Nya böcker

### A – G
- Barn av Andromeda av George Johansson
- Bebådelsen av Mare Kandre
- Bernard Foys tredje rockad av Lars Gustafsson
- Coq Rouge av Jan Guillou[3]
- Det av Stephen King.
- Det hemliga sällskapet av Claes Hylinger[3]
- Det röda molnet av Werner Aspenström
- El tercer jardín av Olvido García Valdés (diktsamling, debut)
- Elpënor av Willy Kyrklund
- Fågelfrö av Sven Delblanc
- Gråmossan glöder av Thor Vilhjálmsson
- Gyro av Harry Martinson (postumt, skriven ca 1946–47)

### H – N
- Himmelriket är nära av Per Gunnar Evander
- Hunden av Kerstin Ekman
- Inget knussel, sa Emil i Lönneberga av Astrid Lindgren[4]
- Johnny – en film av Håkan Sandell
- Kalas, Alfons Åberg! av Gunilla Bergström[5]
- Kamalas bok av Inger Edelfeldt[3]
- Lappsilvret av Martin Perne
- Legender av Torgny Lindgren
- Livet på Gården. Lillebror och Fåren av Marit Paulsen
- Löv till läkedom av Lars Andersson
- Mine Herrar – om inträdestalen i Svenska Akademien av Kerstin Ekman

### O – U
- Plåster av Klas Östergren
- Regnbågen har bara åtta färger av Peter Pohl
- Ord och avsikt av Jan Myrdal
- Robotdrömmar 1 av Isaac Asimov
- Råttan i pizzan av Bengt af Klintberg[3]
- Rosor från döden av Jan Mårtenson
- Röd storm av Tom Clancy
- Sammansvärjningen av Olle Häger
- Sara Greta av Åke Lundgren
- Separator av Ernst Brunner
- Självklart, Sune av Anders Jacobsson och Sören Olsson[6]
- Sju vise mästare om kärlek av Lars Gyllensten
- Skinn Skerping av Astrid Lindgren[4]
- Spegelmästarna av Stephen R. Donaldson
- Spegelporten av Stephen R. Donaldson
- Statsrådets klipp av Bo Baldersson
- Stenhuggaren som gick barfota av Stewe Claeson
- Sånger från vår fjärran jord av Arthur C. Clarke
- Tjuven av Göran Tunström

### V – Ö
- Vaktpojkens eld, noveller av Lars Ahlin

## Födda
- 1 maj – Linn Strømsborg, norsk författare.
- 21 augusti – Josefin Holmström, svensk litteraturkritiker och författare.
- 28 augusti – Christoffer Carlsson, svensk författare.

## Avlidna
- 4 januari – Christopher Isherwood, 81, amerikansk författare.[1]
- 10 januari – Jaroslav Seifert, 84, tjeckisk poet, nobelpristagare 1984.[1]
- 15 januari – Josef Högstedt, 88, svensk författare och poet.
- 16 januari – Pelle Näver, 88, svensk författare.[1]
- 24 januari – L. Ron Hubbard, 74, amerikansk science fiction-författare, grundare av Scientologikyrkan.
- 11 februari – Frank Herbert, 65, amerikansk science fiction-författare.
- 14 april – Simone de Beauvoir, 78, fransk författare.[1]
- 15 april – Jean Genet, 76, fransk författare.[1]
- 29 maj – Helmer Grundström, 82, svensk författare.
- 14 juni – Jorge Luis Borges, 86, argentinsk författare.
- 31 juli – Maj-Britt Eriksson, 71, svensk författare.
- 6 augusti – Beppe Wolgers, 57, svensk författare, poet, översättare, entertainer.
- 7 augusti – Kathrine Aurell, 85, svensk-norsk författare och manusförfattare.
- 20 augusti – Petter Bergman, 52, svensk poet, översättare och litteraturkritiker.
- 27 augusti – Joyce Mansour, 58, egyptisk-fransk poet.
- 19 september – Karl-Axel Häglund, 59, svensk författare.
- 23 november – Margit Söderholm, 81, svensk författare.[1]
- 12 december – Per-Erik Rundquist, 74, svensk författare och manusförfattare.
- 28 december – Andrej Tarkovskij, 54, rysk regissör, författare och skådespelare.

### Fotnoter
1. 1 2 3 4 5 6 7 8 9 10 11 12 13 14 15 16   Horisont 1986. Bertmarks
2. ↑  ”Nobelpriset i litteratur”. https://www.nobelprize.org/prizes/lists/all-nobel-prizes-in-literature/. Läst 20 mars 2011.
3. 1 2 3 4  Gradvall, Nordström, Nordström, Rabe, Jan, Björn, Ulf, Anina. Tusen svenska klassiker. Norstedts Förlagsgrup. Läst 12
4. 1 2  ”Astrid Lindgren”. http://www.astridlindgren.se/verken/bocker/bilderbocker. Läst 21 mars 2011.
5. ↑  ”Alfons Åberg”. Arkiverad från originalet den 8 december 2012. https://web.archive.org/web/20121208044934/http://www.alfons.se/fakta_bok_alfons.asp. Läst 21 mars 2011.
6. ↑  Sune